# FIFA International Soccer
FIFA International Soccer (FIFA 94) FIFA-ina je videoigra proizvođača EA Sportsa i izdavača Electronic Artsa. Izašla je oko Božića 1994. godine i to je prva igra u FIFA serijalu. Igra je izašla za Sega Mega Drive, Master System, Mega-CD, Game Gear, SNES, DOS, Amiga, 3DO i Game Boy.